# الرفشة
قرية الرفشة هي إحدى القرى التابعة لمركز أبو تشت في محافظة قنا في جمهورية مصر العربية. حسب إحصاءات سنة 2006، بلغ إجمالي السكان في الرفشة 5123 نسمة، منهم 2361 رجل و2762 امرأة.